# Calyptopora reticulata
Calyptopora reticulata är en nässeldjursart som beskrevs av Hilbrand Boschma 1968. Calyptopora reticulata ingår i släktet Calyptopora och familjen Stylasteridae. Inga underarter finns listade i Catalogue of Life.